# 岡村庄兵衛
岡村 庄兵衛（おかむら しょうべえ、万延元年10月15日（1860年11月27日） - 大正12年（1923年）9月22日）は明治時代から大正時代にかけての書籍出版、販売業者。

## 来歴
盛花堂と号す。万延元年（1860年）10月15日に近江国甲賀郡（後の滋賀県甲賀郡北杣村、現・甲賀市）に生まれた。明治23年（1890年）6月に出京し直ちに銀華堂野村銀次郎に雇われ1年余り勤め、さらに順成堂瀬山佐吉方に半年勤務した。明治25年（1892年）3月5日に浅草区左衛門町に盛花堂という出版および書籍取次販売業を開始している。明治36年（1903年）3月に浅草区下平右衛門町9番地に移転、各種の出版を行って大正期にいたる。その間、東京地本彫画組合の評議員に選ばれて約10年ほど大正元年（1912年）現在その職にあった。また、大正11年（1922年）から大正12年（1923年）9月まで同組合の組合長の任にあった。大正12年（1923年）9月1日の関東大震災に被災、同月22日に死去した。

## 作品
- 『懐中義太夫佐和理集大全』 明治27年（1894年）
- 『大日本旅行全図』 銅版絵本 明治28年（1895年）
- 『露国退軍ポンチ』 岡村庄兵衛著 明治37年（1904年）
- 『実益伊呂波新字典』綾部乙松編著 明治38年（1905年）
- 『注釈小倉百人一首 かるた早取法』黒岩涙香著 昭和元年（1926稔） ※没後の出版